# Palacio de Neoburgo

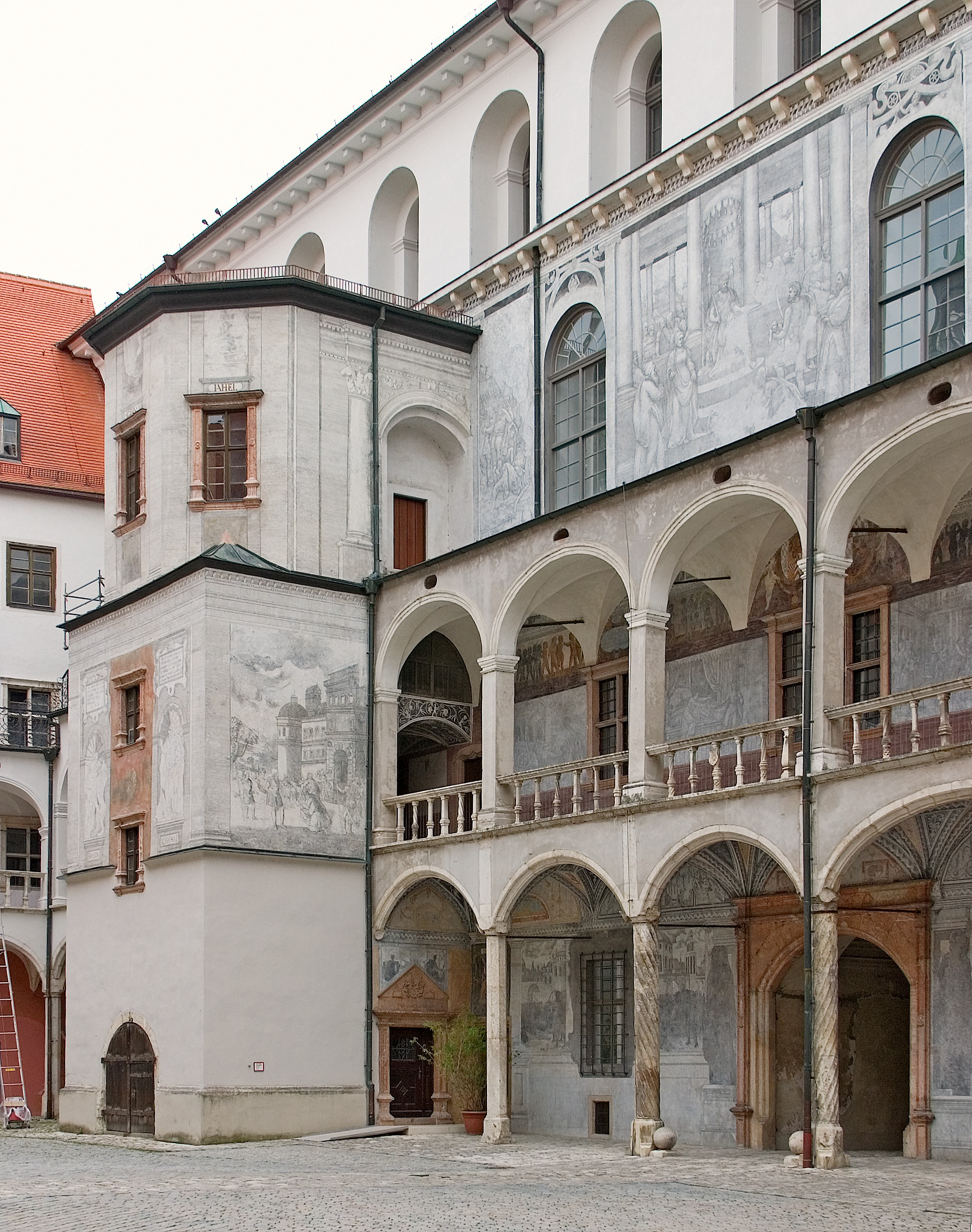
Patio interior del palacio con el ala completada en 1537.

El castillo de Neoburgo o palacio de Neoburgo (en alemán: Schloss Neuburg) es un schloss en Neuburg an der Donau, Alta Baviera, Alemania.

## Historia
El castillo original fue construido en la temprana Edad Media por los Agilolfingos, que fue adquirido por los duques de Wittelsbach en 1247. 
Cuando el Conde Palatino Otón Enrique empezó su gobierno en el Ducado del Palatinado-Neoburgo en 1522, se encontró con un castillo fortificado medieval en su ciudad de residencia de Neoburgo, que, a diferencia de otras residencias reales, todavía no estaba ajustado a las demandas de una corte real moderna. Así, desde 1527 ordenó rediseñar el castillo en un palacio renacentista y ampliar su calidad artística y condición en uno de los palacios más importantes de la primera mitad del siglo XVI en Alemania. A partir de 1537 se le añadió un ala oeste que también incluye una capilla. Al convertirse a la doctrina luterana en 1541, la Capilla Palatina fue decorada con excelentes medios. Se ha obtenido el programa de pinturas de 1543 en estilo italiano antiguo. La capilla fue decorada con famosos frescos por el pintor de la iglesia de Salzburgo Hans Bocksberger el Viejo. La capilla es la iglesia protestante más antigua de Baviera. Por causa de las dificultades financieras y de la bancarrota de Otón Enrique en 1544, la construcción del ala oeste se prolongó por largo tiempo.
Wolfgang, Conde Palatino de Zweibrücken, quien sucedió a su primo Otón Enrique en el Ducado del Palatinado-Neoburgo, ordenó en 1562 decorar la fachada del patio interior del ala oeste con elaborados esgrafiados. Al Salón de los Caballeros le proporcionó Hans Pihel un techo artesonado y las paredes forradas con paneles de madera, que son originales. La impresionante ala este fue reconstruida en 1665 por Felipe Guillermo, Elector Palatino, en estilo barroco y complementada con dos torres redondas.
En la actualidad el edificio alberga una galería de pinturas barrocas; el museo se encuentra bajo supervisión de la Colección Pictórica del Estado Bávaro.